# Hercule (bande dessinée)
Pour les articles homonymes, voir Hercule (homonymie).
Hercule est un personnage de bande dessinée et de dessin animé de l'univers de Pif le chien. Il a été créé en 1949 dans le quotidien L'Humanité par José Cabrero Arnal. C'est un chat noir et blanc tuxedo, peut-être un chat de gouttière (une de ses particularités est de porter un sparadrap rouge en croix sur la joue, dont l'origine reste inconnue). 

## Personnage
Personnage de bande dessinée au départ et associé à Pif, Hercule est apparu en 1949 dans le quotidien l'Humanité et dans le périodique Vaillant, un an après son « ami » le chien. Hercule est un chat faquin, bagarreur, avec toutes les caractéristiques du voyou sans scrupule. L'essentiel de son rôle dans les premières bandes-dessinées consiste à tenter de piéger Pif, et à gagner ou à perdre, en fonction du sort des armes. Il prolonge la tradition des antagonistes faire-valoir, d'autant plus que Hercule est un chat et Pif un chien, la mauvaise entente des deux espèces d'animaux étant un stéréotype bien connu. Au fil des numéros et du temps, Hercule a quelque peu perdu son statut de « méchant » et agit le plus souvent comme un ami proche de Pif, faisant de temps en temps les quatre-cents coups avec lui. Finalement, ils ont fini par devenir des compères avec une relation haine/amitié.
Hercule a cependant fini par avoir des histoires indépendantes, sans la présence de Pif. Dans sa première aventure en solo, Hercule rencontre deux enfants, Julie et Hugues, qui sont des lecteurs de Pif Gadget. Julie est une fan d'Hercule, tandis que Hugues préfère les héros d'aventures, tel Erik le Rouge. Hugues finit cependant par apprécier Hercule, et ils deviennent tous les trois inséparables. Leurs aventures se déroulent principalement dans un square de Paris, où Hercule est rapidement pris en grippe par le gardien du square à cause de sa mauvaise habitude de marcher sur la pelouse, ce qui est interdit. D'abord par esprit de vengeance, Hercule jouera des tours au gardien, ce qui deviendra par la suite une habitude. Le gardien sera vite rejoint par un collègue, Pollen, le jardinier du square, puis par l'inspecteur, leur supérieur direct. Ils sont parfois accompagné du maire. On y verra également lors de deux ou trois épisodes un autre chat anthropomorphe jaune tigré, Sacha, cousin d'Hercule, en provenance de la campagne.

## Magazine
Hercule a également eu son propre magazine, intitulé Super Hercule, dont la formule d'édition était assez proche de Pif Gadget : Super Hercule proposait aussi des BD mais il portait plus sur un ton plus comique, avec de nombreux gags et un humour sarcastique. Il offre aussi un gadget, mais ce dernier est beaucoup plus orienté « farces et attrapes ».

## Auteur
Créé par José Cabrero Arnal, un Espagnol exilé en France en 1939 à la suite de la guerre civile espagnole et déporté au camp de concentration de Mauthausen en Autriche, Hercule a connu plusieurs auteurs au fil des années, avec en particulier Yannick Hodbert, qui publie des albums de ses aventures depuis plusieurs décennies.

## Adaptations
Il a fait l’objet d’une série télévisée d'animation, Pif et Hercule en 1989, et d’un long métrage, les Nouvelles aventures de Pif et Hercule, en 1993.